# جولیان ریدل
جولیان ریدل (انگلیسی: Julian Riedel؛ زادهٔ ۱۰ اوت ۱۹۹۱) بازیکن فوتبال اهل آلمان است.
از باشگاه‌هایی که در آن بازی کرده‌است می‌توان به باشگاه فوتبال ارتسگبیرگ آئو و باشگاه فوتبال بایر ۰۴ لورکوزن اشاره کرد.